# Gregarina valettei
Gregarina valettei is een soort in de taxonomische indeling van de Myzozoa, een stam van microscopische parasitaire dieren. Het organisme komt uit het geslacht Gregarina en behoort tot de familie Gregarinidae. Gregarina valettei werd in 1890 ontdekt door Nussbaum.